# Harmar Nicholls
Harmar Harmar-Nicholls, baron Harmar-Nicholls (1er novembre 1912 - 15 septembre 2000), est un homme politique britannique du Parti conservateur.

## Jeunesse et carrière
Harmar Nicholls est né à Walsall, le fils de Charles Edward Craddock Nicholls et Sarah Ann Wesley. Il se qualifie comme avocat, admis au barreau par Middle Temple. Pendant la Seconde Guerre mondiale, il sert dans les Royal Engineers en Inde et en Birmanie et se présente à sa première élection en tant que candidat pour Nelson et Colne en 1945 avant la démobilisation, se présentant également à Preston lors d'une élection partielle de 1946. Il est conseiller et président du conseil du district urbain de Darlaston. Il travaille comme arpenteur et président d'une entreprise de peinture, en tant que président de l'Association des détaillants de papier peint et de peinture. Il est souscripteur de Lloyd's of London, administrateur de société et président de Radio Luxembourg Ltd.
Nicholls est député de Peterborough de 1950 à 1974, lorsqu'il perd aux élections d'octobre de la même année contre le travailliste Michael Ward, n'ayant tenu que 22 voix aux élections huit mois plus tôt et en 1966, il gagne son siège avec seulement trois voix. Nicholls est secrétaire parlementaire du ministère de l'Agriculture, de la Pêche et de l'Alimentation de 1955 à 1958, et du ministère des Travaux publics de 1958 à 1961. Il est créé baronnet, de Darlaston dans le comté de Stafford, en 1960, et en 1975, après avoir perdu son siège à la Chambre des communes, il reçoit une pairie à vie en tant que baron Harmar-Nicholls, de Peterborough dans le comté de Cambridgeshire, changeant son nom de famille pour permettre à son prénom d'être incorporé dans son titre. De 1979 à 1984, il est Député européen pour le Grand Manchester Sud.

## Vie privée
Sa fille est l'actrice Sue Nicholls de Rentaghost et Coronation Street. Il n'a pas de fils et le titre de baronnet s'éteint à sa mort, à l'âge de 87 ans, en septembre 2000.